# Hardebek
Hardebek là một đô thị ở huyện Segeberg, bang Schleswig-Holstein Segeberg, ở bang Schleswig-Holstein, Đức. Đô thị Hardebek có diện tích 10,01 km², dân số thời điểm ngày 31 tháng 12 năm 2011 là 466 người.